# Хрест Повітряних сил (Велика Британія)
Хрест Повітряних сил (Велика Британія) (англ. Air Force Cross (AFC)) — військова нагорода Великої Британії.

## Історія створення
Нагорода була заснована 3 червня 1918 року, незабаром після утворення Королівських ПС. Спочатку він був призначений для нагородження офіцерів Королівських Повітряних сил, але згодом нею також нагороджували офіцерів Королівського флоту та армії.
У 1993 році нагородження «Медаллю Повітряних сил» було припинено, відтоді хрестом нагороджуються й інші чини.

## Повторні нагородження
При повторному нагородженні, на колодку Хреста кріпиться планка встановленого зразка.

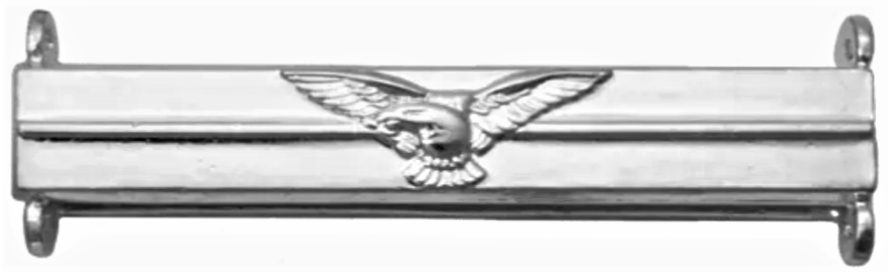
Планка повторного нагородження Хрестом Повітряних сил

| Період              |           | 1-ше нагородження | 2-ге нагородження | 3-тє нагородження |
| ------------------- | --------- | ----------------- | ----------------- | ----------------- |
| Перша світова війна | 1918—1919 | 679               | 2                 | –                 |
| Міжвоєнний період   | 1920—1939 | 159               | 10                | 3                 |
| Друга світова війна | 1940—1945 | 2,001             | 26                | 1                 |
| Повоєнний період    | 1946—1979 | 2,242             | 135               | 8                 |
| Разом               | 1918—1979 | 5,081             | 173               | 12                |

## Зразки планок
| Стрічки Хреста Повітряних сил | Стрічки Хреста Повітряних сил | Стрічки Хреста Повітряних сил | Стрічки Хреста Повітряних сил |
|                               | Перше нагородження            | Повторне нагородження         |                               |
| ----------------------------- | ----------------------------- | ----------------------------- | ----------------------------- |
| Зразка 1918—1919 року         |                               |                               |                               |
| Після 1919 року               |                               |                               |                               |